# Triqueta

Diseño de triqueta

La triqueta o triquetra, es un símbolo de origen indoeuropeo que alude a la triple dimensión. También simboliza la vida, la muerte y el renacimiento (vida, muerte y reencarnación, para los celtas). Se ha encontrado principalmente en estelas celtas, en runas vikingas y en ollas y vasijas romanas (se cree que fueron hechas por esclavos celtas). A lo largo de la historia, ha asumido muchos significados, como la triple dimensión de la igualdad, la eternidad y la indivisibilidad. También, plasma la filosofía celta, según la cual el todo tiene tres niveles: físico, mental y espiritual. Toca también las tres fuerzas del amor infinito. La eternidad, la lealtad y la verdad..[cita requerida]

## Atribuciones mágicas
Según la tradición celta y el druidismo, la triqueta tiene poderes curativos y de bendición, así como de fertilidad y vida; es capaz de curar cualquier dolencia si se la sostiene sobre el enfermo o sobre la parte afectada, ayudada de agua de cascada y de un ritual de sanación o de articulación enfocada de energía.[cita requerida]
Pero, al igual que su significado, la triqueta también puede traer muerte, si el usuario druida la convoca.[cita requerida]
Los rituales lunares están muy relacionados con la triqueta, la fertilidad y la feminidad del universo. Las fases son muy importantes para el druidismo. De hecho, el calendario celta es lunar.

## Historia
La triqueta, al representar la parte femenina del universo, era utilizada principalmente por los druidas varones, ya que la mitología celta estaba basada en una idea de equilibrio entre ambos conceptos. No era un símbolo exclusivamente masculino, de todos modos, pues también era usado por dríadas mujeres.
Luego de la conquista por parte de Julio César, el ejército adoptó el triqueta a la cultura galorromana. Posteriormente, el cristianismo occidental le dio el significado de la Santísima Trinidad: Padre, Hijo y Espíritu Santo. Perdió, así, su significado de origen celta.

## Usos modernos

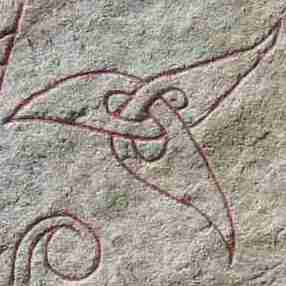
Triqueta pintada en roca.

En Irlanda, norte de España y Bretaña contemporáneamente, es tradición para los hombres el dar a una novia o esposa un collar o un anillo, con lo que simbolizan su afecto hacia ella. Se cree que representa las tres promesas de una relación: amar, honrar y proteger. Es común en el diseño del nudo de la Trinidad, que se graba en un anillo de bodas y se une a un anillo de Claddagh (otro anillo tradicional para amistad o compromiso).

## Cultura popular

### Marcas y logos
- La empresa tecnológica Eternity Online lo utiliza como logo principal.
- Aparece en una marca gallega que comercializa aguardientes de Orujo, cremas y otros licores derivados, La Triqueta licores
- La marca de ropa TNA, en exclusiva para Aritzia, tiene un logotipo formado por tres triquetas.
- El equipo de desarrollo de videojuegos Treyarch utiliza la triqueta como su logotipo de empresa.
- Se utiliza como logotipo de un conocido diario gallego.
- Aparece en la bandera del Movimiento Republicano Socialista Escocés.
- La marca de motocicletas Cagiva también la adoptó como logo para su modelo Cagiva Raptor. Es una triqueta ligeramente adornada con los brazos circulares del trisquel.
- La empresa internacional italiana Italtel adoptó dicho emblema para su marca mundialmente reconocida. Simboliza el trabajo, la constancia y la dedicación.

### En videojuegos
- Una triqueta se ve en el suelo del laboratorio, entre otros símbolos, al final del Credo de los videojuegos de Assassin's Creed.
- En el videojuego Valheim, tras pasar una noche a cubierto, aparecerá una triqueta junto a un temporizador de 10 minutos significando que estas descansado.
- Iris dibuja una triqueta en las paredes de su habitación en un hospital psiquiátrico, reconocida por la médium Joy, en Murderer Soul Suspect.
- Una triqueta es el símbolo del Proyecto Walrider, en el juego Outlast.
- Es el símbolo de uno de los ocho elementos mágicos del juego Magicka, el cual representa el elemento "Vida".
- Es el símbolo de carga de vida de Legolas, en el juego El Señor de los Anillos: las dos torres, para Game Boy Advance.
- Es el símbolo de uno de los elementos de Dragon City (Elemento puro).
- The Elder Scrolls IV: Oblivion en las espada de acero.
- Se puede apreciar la triqueta en el "Mora", Moneda de Genshin Impact, así como en las ruinas dispersas a lo largo del juego.
- Aparece en The Binding of Isaac representando tres objetos: el Cuerpo, la Mente y el Alma.

### En publicaciones literarias
- La doble triqueta se utiliza para representar la Trinidad en la nueva versión de la Biblia del rey Jacobo, publicada por Thomas Nelson, Inc.

### En la música
- La triqueta es uno de los cuatro símbolos que aparecen en el cuarto álbum de la banda británica, Led Zeppelin, y fue el símbolo elegido por el multinstrumentista de la banda, John Paul Jones.
- La banda Payable On Death (POD) usa este símbolo en la mayor parte de sus portadas de CD.
- La triqueta es parte del símbolo del guion de «Ciencia y fe».

### En televisión
- La Triqueta es símbolo de Hécate y fue utilizada en la serie Embrujadas donde se mostraba en el centro del libro más importante de la serie, llamado el Libro de las sombras. Esta triqueta se relacionó mucho con el poder de las tres hermanas protagonistas.
- Aparece en la serie de la BBC Merlín, en la cuarta temporada, como un collar o dije que Morgana Pendragon hechiza para que todo hechizo de curación afecte más a Uther Pendragon.
- El símbolo de la triqueta apareció en la quinta temporada de Ghost Whisperer, en el episodio «Combinación Letal».
- Aparece en la Katana de Michonne en la serie de televisión The Walking Dead.
- Aparece en el episodio 7 de la quinta temporada de Vampire Diaries; se forma con la sangre de las Réplicas Amara, Katherine y Elena, al ponerla sobre un libro de magia.
- Aparece en un episodio de Castle.
- Aparece en las películas Thor, ubicado en el centro de su martillo.
- Aparece en la serie Dark, en las puertas para viajar en el tiempo, en el libro de Tannhaus y tatuado en Noah.
- Aparece en la serie The 100, como símbolo del clan Skaikru o "Sky people".
- Aparece en la película Constantine, como símbolo protector.
- Aparece en la serie "Kdabra"como símbolo de la orden.
- Aparece en la serie My Babysitter's a Vampire en el segundo capítulo de la primera temporada, haciendo referencia a la trama del episodio, donde representa la inmortalidad.

## Galería de variantes y formas

La triqueta se compone exactamente de tres símbolos Vesica piscis.
Doble triqueta
Forma de triqueta fuertemente anudada
Triqueta entrelazada con el círculo como símbolo trinitario cristiano (un nudo de la Trinidad)
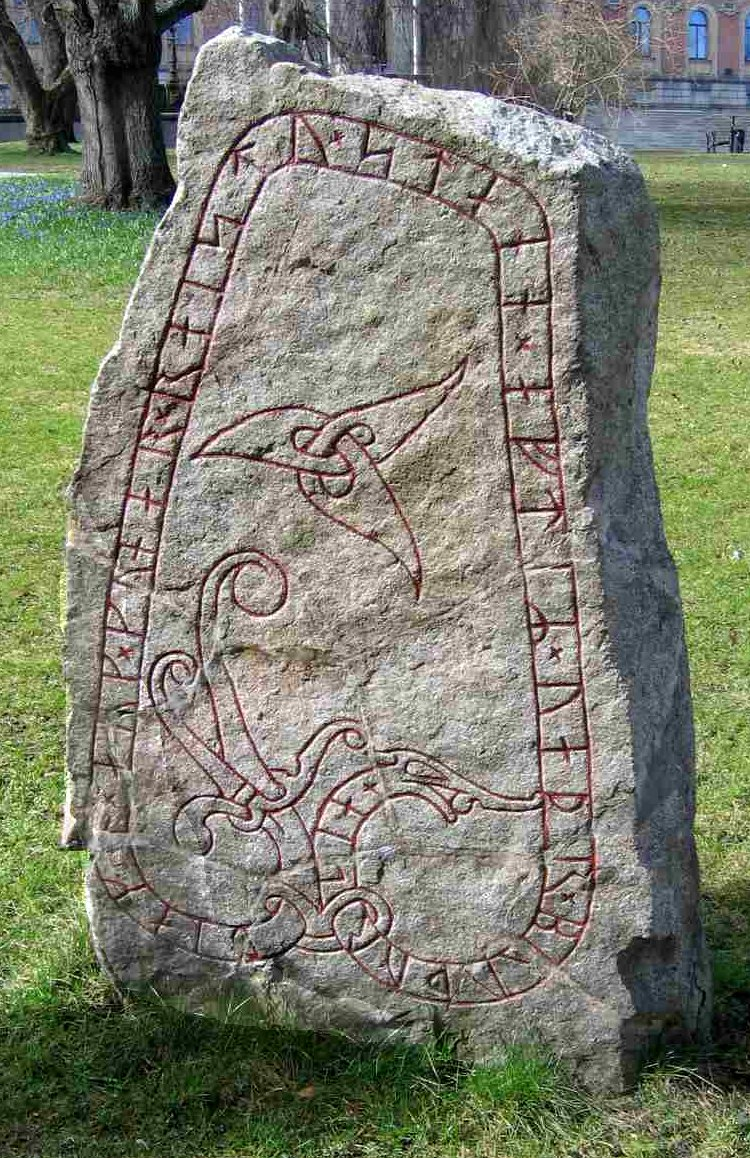
Triquetra en una runa de Funbo, situada en el parque de la Universidad de Uppsala.
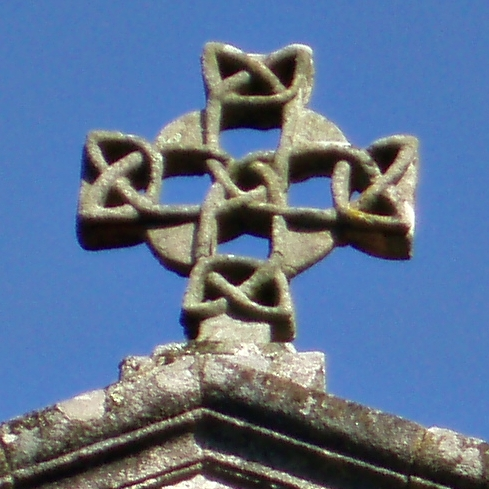
Cuatro triquetas formando una cruz celta, en la iglesia de santa Susana, en Galicia.
Nudo de trébol
Bandera de Sicilia